# Christian Palka
Christian Palka est un coureur cycliste et journaliste français, né le 15 juillet 1949 à Rosendaël (Nord). Cycliste professionnel de 1971 à 1974 dans l'équipe Bic où il côtoya notamment Luis Ocaña et Joaquim Agostinho, il fut journaliste sportif, de 1995 jusqu'à sa retraite fin 2019, sur France Bleu Nord où il commentait essentiellement le football régional.

## Palmarès
- 1970
  - Ronde de l'Artois
  - 2e du Grand Prix de l'Avenir
  - 3e du championnat de France de poursuite amateur
- 1973
  - 2e au championnat de France de demi-fond
  - 6e du championnat du monde de demi-fond

## Résultats sur les grands tours

### Tour d'Espagne
1 participation
- 1973 : 58e